# 데이즈 오브 다크니스
데이즈 오브 다크니스(Days Of Darkness)는 미국에서 제작된 제이크 케네디 감독의 2007년 공포 영화이다. 존 리 에임즈 등이 주연으로 출연하였고 톰 엡린 등이 제작에 참여하였다.

## 출연

### 주연
- 존 리 에임즈
- 트래비스 브러슨
- 로쉘 바이어

### 조연
- 톰 엡린
- 사브리나 게너리노
- 브라이언 래스무슨
- 에릭 스튜어트
- 크리스 이반 세빅

## 제작진
- 라인프로듀서: 윌리엄 클레빈저
- 의상: 케리 코도스키